# Airlangga Egyetem
Az Airlangga Egyetem (rövidítve Unair vagy UA; jávai nyelven: ꦈꦤꦶꦮ꦳ꦼꦂꦱꦶꦠꦱ꧀ꦄꦲꦶꦂꦭꦁꦒ) egy állami egyetem, amely Surabayában, Kelet-Jáva államban található. Ezt az egyetemet 1954. november 10- én alapították, hogy egybeessen a 9. Hősök Napjával. A QS World University Ranking 2024 rangsora alapján az Airlangga Egyetem a negyedik helyen áll Indonézia legjobb egyetemeként.

## Történelem
Az Airlangga Egyetem létrehozása meglehetősen hosszú múltra tekint vissza. Az Unair hivatalos megalapítása előtt, 1847. október 9-én és 11-én javaslatot nyújtottak be a holland gyarmati kormánynak, hogy tehetséges jávai fiatalokat neveljenek az egészségügyi gyakorlatok szakértőivé. 1849. január 2-án a kormányrendelet 18. sz. 22, A NIAS-t (Nederlandsch Indische Artsen School) alapították  az orvosoktatás helyeként Surabayában. 1913 óta Surabaya orvosi oktatása a Jalan Kedungdoro 38 Surabaya címen zajlik. 1923-ban a NIAS épületét átköltöztették Jalan Kedungdoroból oda, ahol az Unair Orvosi Kar volt a Jalan Mayjenen. Prof. Dr. Moestopo, Surabaya.
Aztán dr. Lonkhuizen, az Egészségügyi Szolgálat akkori vezetője javaslatot nyújtott be egy fogorvosi iskola létrehozására Surabayában, amely 1928 júliusa és 1945 között volt úttörő. Jóváhagyását kapta Dr. RJF Van Zaben, a NIAS igazgatója. Ezután az iskola ismertebb nevén STOVIT (School tot Opleiding van Indische Tandarsten). Ekkor a STOVIT-nak 21 diákot sikerült összegyűjtenie. Útközben a STOVIT megváltoztatta a nevét Ika Daigaku Shika-ra (Orvostudományi és Fogorvosi Iskola) Dr. Takeda volt az első igazgatója, 1942 és 1945 között dolgozott.
Két évvel később a holland kormány vette át az irányítást, majd a nevet Tandheelkunding Instituut-ra változtatta. 1948-ban ez az iskola státuszát Universiteit Tandheelkunding Instituut-ra (UTI) változtatta. Az Indonéz Egyesült Köztársaság (RIS) fennhatósága alatt az UTI a 4 éves tanulmányi időszak alatt ismét a Fogászati Tudományok Intézetére (LIKG) változtatta nevét, Prof. M. Knap és Prof. M. Soetojo. 1948-ban az Airlangga Egyetem az Indonéz Egyetem egyik ága volt, amelynek két karja volt, nevezetesen az Orvostudományi Kar és a Fogorvosi Kar.
Az Airlangga Egyetemet hivatalosan 1954-ben hozták létre a kormány rendelete alapján. 57/1954, és az Indonéz Köztársaság elnöke 1954. november 10-én avatta fel, hogy egybeessen a Hősök Napjának kilencedik megünneplésével. Ugyanebben az évben megalapították a Jogi Kart, amely korábban a yogyakartai Gadjah Mada Egyetem Jogi, Gazdasági és Társadalompolitikai Karának ága volt.
Felavatásakor az Airlangga Egyetem öt karból állt, nevezetesen:
1. Orvostudományi Kar, amely eredetileg az Indonéz Egyetem ága volt ;
2. Fogorvostudományi Kar, amely eredetileg az Indonéz Egyetem fióktelepe volt ;
3. Jogi Kar, amely eredetileg a Gadjah Mada Egyetem filiája volt ;
4. A Denpasar- i székhelyű Irodalmi Kar 1962-ben vált le az Airlangga Egyetemről, és az Udayana Egyetem részévé vált ;
5. A malangi székhelyű Tanárképző és Oktatási Kar 1963-ban kivált az Airlangga Egyetemről, és Malang Állami Tanárképző és Oktatási Intézetté (IKIP) alakult, amely mára Malang Állami Egyetemre (UM) változott.

## Név és szimbólum
Az "Airlangga" név a Kelet-Jáván 1019 és 1042 között uralkodó király nevéből származik, nevezetesen Rake Halu Sri Lokeswara Dharmawangsa Airlangga Anantawikramattungadewa vagy Prabu Airlangga néven.
Az Airlangga Egyetem szimbóluma a "Garuda Mukti", a lovas Batara Vishnu egy "amerta" vizet, vagyis az örök élet vizét tartalmazó korsót hord. Ez a szimbólum az Airlangga Egyetemet, mint a tudás örök forrását szimbolizálja.
Az Airlangga Egyetem nevét és szimbólumát Airlangga király szobra testesíti meg, amely körülbelül három méter magas, és az Airlangga Egyetem A Campusa előtt áll. A szobrot 1954-ben Hendra Gunawan, Pelukis Rakjat szobrásza készítette, vagy amely később a Rakjat Kulturális Intézet (Lekra) részévé vált.  A szobor munkálatait Hendra a Pelukis Rakjat öt tagjával és tíz másik munkással együtt végezte, és körülbelül harminc napot vett igénybe.
Az Airlangga Egyetem zászlaja sárga és kék. A sárga a fenséget, a kék a lovagiasságot és a mély lelket jelképezi. A színeket a Visnu-szobrot fedő fátyol színéből vette át az Airlangga Egyetem alapító ünnepségén az Indonéz Köztársaság első elnöke 1954. november 10-én.

## Elhelyezkedés
Az Airlangga Egyetem 14 karral és 1 posztgraduális iskolával rendelkezik, amely három egyetemen foglal el Surabaya-szerte, nevezetesen:
- Campus A a Jalan Prof. Dr. Moestopo 47. Ezen az egyetemen található egy Orvostudományi Kar (FK) és egy Fogorvosi Kar (FKG).
- Campus B a Jalan Airlangga 4-6. Ezen az egyetemen található a Gazdasági és Üzleti Kar (FEB), a Jogi Kar (FH), a Pszichológiai Kar (FPsi), a Társadalom- és Politikatudományi Kar (FISIP), a Kultúrtudományi Kar (FIB), a Szakképzési Kar. Tanulmányok (FV) és posztgraduális programok (PP)
- C Campus Mulyorejoban, Kelet-Surabaya államban. Ezen a campuson található a Természettudományi és Technológiai Kar (FST), a Népegészségügyi Kar (FKM), az Állatorvostudományi Kar (FKH), az Ápolási Kar (F.Kp), a Gyógyszerésztudományi Kar (FF), a Halászati és Tengerészeti Kar (FPK), valamint a Fejlett és Multidiszciplináris Technológiai Kar (FTMM)
- Banyuwangi Campus, az Airlangga Egyetem Egészségügyi és Természettudományi Karának (FIKIA) kampusza, amely a Giri Campus épületében, a Jalan Wijaya Kusuma No. 113 és Sobo Campus Jalan Ikan Wijinongko No.18a. A SIKIA-nál 3 képzési program van, ezek a Bachelor of Public Health, Bachelor of Veterinary Medicine és Bachelor of Aquaculture. [ https://sikia.unair.ac.id/histori/ ]
- A jakartai campus a Graha STR Kemang, Dél-Jakarta címen található, és kifejezetten nyitott a jogi mesterképzésre, a közjegyzői mesterképzésre, valamint a jogtudományi és fejlesztési tanulmányi programokra.

## Rektor
| Nem. | kancellár       | kancellár                                     | Hivatalba lép   | Hivatal vége    | Jegyzet. |
| ---- | --------------- | --------------------------------------------- | --------------- | --------------- | -------- |
| 1    |                 | Prof. úr Abdoel Gaffar Pringgodigdo           | 1954            | 1961            |          |
| 2    |                 | Prof. Dr. Mohammad Toha Ronodipuro            | 1961            | 1965            |          |
| 3    |                 | Fejes káposzta. TNI (Ret.) CKH. Chasan Durjat | 1965            | 1966            |          |
| 4    |                 | Prof. Dr. Dr. Eri Sudewo                      | 1966            | 1974            |          |
| 5    |                 | Prof. Dr. Dr. Kwari Setjadibrata Sp.A         | 1974            | 1975            |          |
| 6    |                 | Prof. Dr. Abdul Gani SH, MS                   | 1976            | 1980            |          |
| 7    |                 | Prof. Dr. Dr. Marsetio Donosepoetro           | 1980            | 1984            |          |
| 8    |                 | Prof. Dr. Soedarso Djojonegoro                | 1984            | 1993            |          |
| 9    |                 | Prof. Dr. H. Bambang Rahino                   | 1993            | 1997            |          |
| 10   |                 | Prof. Dr. H. Soedarto DTM&H, Ph.D             | 1997            | 2001            |          |
| 11   |                 | Prof. Dr. Med. Dr. Puruhito Sp.B              | 2001            | 2006            |          |
| 12   |                 | Prof. Dr. Fasichul Oral Apt                   | 2006. június 8  | 2010. június 10 |          |
| 12   | 2010. június 10 | Prof. Dr. Fasichul Oral Apt                   | 2015. június 10 |                 |          |
| 13   |                 | Prof. Dr. Mohammad Nasih SE., MT, Ak., CMA    | 2015. június 10 | Inkumbens       |          |

## Karok és tanulmányi programok
- Orvostudományi Kar (FK)
  - Bachelor of Medicine
  - Szülésznői alapképzés
  - Reproduktív egészségügyi tudományok mesterképzése
  - Sport-egészségtudományi mesterképzés
  - Orvosi alaptudományok mesterképzése
  - Mesterek a trópusi gyógyászatból
  - Klinikai orvostan mesterek
  - Orvostudományi Doktori fokozat
  - Orvosi szakmai oktatás
  - Szülésznői szakképzés
  - Speciális programok
- Fogorvostudományi Kar (FKG)
  - S-1 Fogorvosképzés
  - Fogászati egészségügyi tudományok mesterképzése
  - S-3 Fogegészségügyi Tudományok
  - Fogorvos szakmai oktatás
  - Speciális programok
- Állam- és Jogtudományi Kar (FH)
  - jogi alapképzés
  - Jogi mesterek
  - Közjegyzői mester
  - Jogtudományi Doktori fokozat
- Gazdasági és Üzleti Kar (FEB)
  - Menedzsment alapképzés
  - S-1 Számvitel
  - Bachelor of Economics
  - Az iszlám közgazdaságtan alapképzése
  - Masters in Economics
  - Menedzsment mesterek
  - Vezetéstudományi mesterek
  - Számviteli mesterek
  - Mesterek az iszlám közgazdaságtanból
  - Vezetéstudományi doktori fokozat
  - S-3 Számviteltudomány
  - Közgazdasági doktori fokozat
  - Doktori fokozat az iszlám közgazdaságtanból
  - Számviteli szakmai oktatás
- Gyógyszerészeti Kar (FF)
  - S-1 Gyógyszertár
  - Mesterek klinikai gyógyszerészetből
  - Gyógyszertudományi mesterek
  - Gyógyszertudományi Doktori fokozat
  - Gyógyszerész szakképzés
- Állatorvostudományi Kar (FKH)
  - Állatorvosi alapképzés
  - Vakcinológia és immunterápia mesterképzése
  - Reproduktív biológia mesterek
  - Állatorvos- és közegészségügyi mesterképzés
  - Állat-egészségügyi mezőgazdasági mesterek
  - Állatorvostudományi doktori fokozat
  - Állatorvosi szakmai oktatás
- Társadalom- és Politikatudományi Kar (FISIP)
  - Nemzetközi Kapcsolatok Bachelor of Science
  - Kommunikációtudományok alapképzése
  - Közigazgatás-tudományi alapképzés
  - Információs és könyvtártudományi alapképzés
  - Politikatudományi alapképzés
  - S-1 Antropológia
  - Szociológia alapképzés
  - Mesterek nemzetközi kapcsolatokból
  - Szociológia mesterek
  - Politikatudományi mesterképzés
  - A közpolitika mestere
  - Média és kommunikáció mesterképzés
  - Társadalomtudományi Doktori fokozat
- Természettudományi és Technológiai Kar (FST)
  - Bachelor of Statisztika
  - S-1 fizika
  - Orvosbiológiai mérnöki alapképzés
  - Környezetmérnöki alapképzés
  - Bachelor of Biology
  - Bachelor of Matematika
  - S-1 Kémia
  - Információs Rendszerek alapképzése
  - Biológia mesterek
  - Kémia mesterek
  - Orvosbiológiai mérnöki mesterek
  - S-3 Matematika és természettudomány
- Népegészségügyi Kar (FKM)
  - Közegészségügyi alapképzés
  - Táplálkozástudományi alapképzés
  - Környezet-egészségügyi mesterek
  - Masters in Health Administration & Policy
  - Epidemiológia mesterek
  - Környezet-egészségügyi mesterek
  - Munkavédelmi mesterképzés
  - Egészségtudományi doktori fokozat
- Pszichológiai Kar (FPsi)
  - Pszichológiai alapképzés
  - Pszichológia mesterek
  - Alkalmazott pszichológia mestere
  - Szakmai pszichológia mesterek
  - PhD pszichológiából
- Kultúrtudományi Kar (FIB)
  - Bachelor of Japanese Studies
  - Történelemtudományi alapképzés
  - Indonéz nyelv és irodalom alapképzése
  - Angol nyelv és irodalom alapképzés
  - Nyelvtudományi mesterek
  - Mesterek irodalom- és kultúratudományból
- Ápolási Kar (FKP)
  - Ápolói alapképzés
  - Ápolói mesterképzés
  - Ápolási doktori fokozat
  - Ápoló szakképzés
- Halászati és Tengerészeti Kar (FPK)
  - Bachelor of Aquaculture
  - Halászati terméktechnológiai alapképzés
  - Halászat és tengeri biotechnológia mesterképzése
  - Halászati tudomány mesterek
- Szakképzési Kar
  - D-3 Ápolási
  - D-3 Fizioterápia
  - D-3 Fogorvostechnika
  - D-3 Egészség és munkavédelem
  - D-3 Állatorvos mentős
  - D-3 Hagyományos orvoslás
  - D-3 Információs rendszerek
  - D-3 Műszerrendszerek Automatizálása
  - D-3 Könyvtártechnika
  - D-3 Adózás
  - D-3 Számvitel
  - D-3 Orvosi laboratóriumi technológia
  - D-3 angol
  - D-3 Marketingmenedzsment
  - D-4 Digitális irodakezelés
  - D-4 Vendéglátás menedzsment
  - D-4 Bank és pénzügy
  - D-4 Turisztikai célpontok
  - D-4 Fizioterápia
  - D-4 Radiológiai képalkotó technológia
  - D-4 Hagyományos orvoslás
- Haladó és Multidiszciplináris Technológiai Kar (FTMM)
  - Bachelor of Data Science Technology
  - Robotika és mesterséges intelligencia mérnöki alapképzés
  - S-1 Industrial Engineering
  - S-1 Elektrotechnika
  - Bachelor of Science in Nanotechnology Engineering
- Posztgraduális programok
  - Törvényszéki tudomány mesterek
  - Masters in Police Science Studies
  - Szellemi tulajdonjogok (IPR) mesterképzés
  - Emberi erőforrás-fejlesztés mesterképzése
  - Master of Science in Jog és Fejlesztés (MSHP)
  - Immunológiai mesterek
  - Katasztrófavédelem mesterek
  - Humánerőforrás-fejlesztés doktori fokozat
- Egészség- és Természettudományi Iskola (SIKIA)
  - Közegészségügyi alapképzés
  - Állatorvosi alapképzés
  - Bachelor of Aquaculture

## Forrás
Az Airlangga Egyetem humán erőforrása oktatói és oktatási személyzetből áll. Az oktatói állomány 1522 állandó oktatói állományból áll, 1472 fő köztisztviselői (PNS) és 49 fő nem PNS alkalmazotti státuszú. Rendkívüli oktatói jogviszonyban 223, tiszteletbeli oktatói 113 fő nem állandó oktatói állományban dolgozik.
Az állandó oktatói létszám iskolai végzettség alapján történő összesítése a következő:
- 156 egyetemi végzettséggel rendelkező oktatói létszám (S-1).
- A mester (S-2) és specialista 1 (Sp-1) végzettségű oktatói létszám 885 fő.
- 481 doktori szintű (S-3) végzettségű oktató dolgozik

A nevelési-oktatási állomány 2002. évi létszáma 1129 fő közalkalmazotti, 7 fő állandó nem közalkalmazotti, 866 fő tiszteletbeli jogviszonyban.
Az oktatási alkalmazottak létszámának végzettség szerinti összesítése a következő:
- 43 fő mesterképzéssel (S-2) végzett oktatási alkalmazott dolgozik
- 591 oktatási alkalmazott van alapképzésben (S-1).
- 32 fő alapképzési (S-1) szakirányú végzettséggel rendelkező oktatási alkalmazott dolgozik
- 326 oktatói oktatói végzettség van diplomával
- 825 felsőfokú középiskolai (SMA) végzettségű oktató dolgozik
- 181 akadémiai alkalmazott dolgozik a középiskolainál alacsonyabb iskolai végzettséggel (SMP és SD).

## Adminisztratív tevékenységek
Az Airlangga Egyetem (Unair) adminisztratív tevékenységei az Airlangga Egyetem Menedzsment Irodájára összpontosulnak, amely a C Mulyorejo-ban, Surabaya államban található.

## Létesítmény
- Ulul Azmi mecset (C Campus)
- Nuruzzaman mecset (B campus)
- Fiú és Leány Diákkollégium
- Campus Könyvtár
- Airlangga Kongresszusi Központ (ACC)
- Airlangga Syariah and Entrepreneurship Education Center (ASEEC) tornya
- Unair Flash Bus
- ATM lehetőség
- Diákközpont
- Diákszövetkezet (Kopma)
- Poliklinika
- Airlangga Love Lake
- Airlangga Egyetemi Kórház
- Unair Oktató Állatorvosi Kórház
- Unair Fogászati és Szájkórház
- Airlangga Egyetemi Kórház trópusi fertőző betegségekért
- Park & Food Center
- 24 órás Wi-Fi az Unair campuson belül
- Unair Nyelvi Központ (az ASEEC épületében)
- Amfiteátrum (B Campus)
- Airlangga Vendégház
- Terület :
  1. Kosárlabdapálya
  2. Futsal mezőny
  3. Teniszpálya